# Tage Erlander
Tage Fritiof Erlander  hallgat (Ransäter, 1901. június 13. – Huddinge, Stockholm közelében, 1985. június 21.) svéd politikus, 1946 – 1969 között Svédország miniszterelnöke. Megszakítás nélkül, 7 parlamenti választást megnyervén, 23 évig volt miniszterelnök..